# Körperhöhle

Schema der Körperhöhlen

Eine Körperhöhle ist ein Hohlraum innerhalb des Körpers. Im engeren Sinne werden nur die aus dem innerhalb des Embryos (intraembryonalen) liegenden Abschnitts des Zöloms entstehenden Hohlräume als Körperhöhlen (Cavitates, Einzahl Cavitas) bezeichnet. Diese sind von einer Tunica serosa (kurz: Serosa) ausgekleidet. Der Begriff „Höhle“ ist eigentlich irreführend, denn diese Höhlen sind von inneren Organen so weit ausgefüllt, dass nur ein kapillärer Spalt bleibt, eine Höhle entsteht also erst bei der Entfernung der Organe (Eviszeration).

## Gliederung
Während bei Fischen noch eine einheitliche Körperhöhle ausgebildet ist, wird die bei Säugetieren die von einer Tunica serosa ausgekleidete Körperhöhle weiter untergliedert. Die Brusthöhle (Cavitas thoracica) wird embryonal durch das entstehende Zwerchfell von der Bauchhöhle (Cavitas abdominis) abgeteilt. Die Peritonealhöhle steht nach hinten (bei aufrechter Stellung wie beim Menschen nach unten) in offener Verbindung zur Beckenhöhle (Cavitas pelvis).

## Brusthöhle
Die Brusthöhle (Cavitas thoracis, auch Thorakalraum) wird von außen durch die Rippen, die Brustwirbelsäule und das Brustbein begrenzt. Unten (bei Tieren hinten) wird die Brusthöhle durch das Zwerchfell verschlossen, während kopfwärts keine scharfe Grenze zur Halsregion existiert. Innerhalb der Brusthöhle unterscheidet man wieder drei Teilräume: 
- Die beiden Pleurahöhlen (Cavitates pleurales), in denen sich die beiden Lungenflügel befinden. Sie werden durch das Lungen- bzw. Rippenfell abgegrenzt.
- Das Mediastinum (Mittelfell) liegt zwischen den beiden Pleurahöhlen und umfasst die übrigen Organe und Verbindungswege. Hierzu gehören das im Herzbeutel liegende Herz und der Thymus als eigenständige Organe sowie Speiseröhre, Luftröhre, Bronchien und die herznahen großen Blut- und Lymphgefäße als Verbindungswege.[2]

## Bauch- und Beckenhöhle
Der Bauch-Beckenraum wird von der äußeren Bauchmuskulatur, der Lendenwirbelsäule, dem knöchernen Beckenring sowie nach oben vom Unterrand des Zwerchfells begrenzt. Hier trennt eine dünne Membran, das Bauchfell (Peritoneum), die Peritonealhöhle (Cavitas peritonealis) ab, die in einen Bauchteil (Cavitas peritonealis abdominis) und einen Beckenteil (Cavitas peritonealis pelvis) geteilt werden kann. Außerhalb dieser Peritonealhöhle gibt es jeweils einen retroperitonealen Teil.
In der Peritonealhöhle (intraperitoneal) liegen beim Menschen Magen, Milz, Leber, Gallenblase, Dünndarm, Eierstöcke und der größte Teil des Dickdarmes. Im Retroperitonealraum liegen Nebennieren, Bauchspeicheldrüse, Harnleiter und ein kleiner Teil des Dickdarmes. Im Retroperitoneum des Beckens liegen Harnblase, Prostata, Bläschendrüse, Gebärmutterhals, Vagina und Mastdarm.